# آریش
آریش (ترکی آذربایجانی: Arış) یک منطقهٔ مسکونی در جمهوری آرتساخ است که در استان هادروت واقع شده‌است.